# Abarth 124 Rally
Chronologie des modèles (2016 - xx)
Aucun Aucun actuellement
L'Abarth 124 Rally est un roadster cabriolet de course dérivé des versions de base, Fiat 124 Spider et Abarth 124 Spider.
Le code usine de la voiture est SE.139, SE pour "Sport" et "Expérimental", rappel direct aux valeurs d'Abarth, ardent défenseur du travail artisanal et du progrès technique. Le numéro progressif 139 rappelle qu'en 67 ans, Abarth a développé en moyenne deux projets de voitures de course par an, un résultat exceptionnel dont très peu de constructeurs automobiles peuvent se vanter.
Cette voiture ne peut pas rouler sur route mais est réservée à la compétition. Elle est homologuée dans la catégorie FIA Groupe R-GT, ce qui lui permet de participer à toutes les compétitions internationales comme à la plupart des compétitions nationales, notamment le Championnat italien des rallyes ainsi qu'au Rallye Monte-Carlo 2017.
Avec cette voiture, Abarth espère renouveler le palmarès de sa précédente Fiat 124 Abarth Rally, championne d'Europe en 1975 et championne du monde en 1977, 1978 & 1980 et la décennie suivante avec des préparations sur base Lancia.

## Historique
Présentée en avant première au salon de l'automobile de Genève en mars 2016, la version compétition a fait sa première apparition en course le 26 septembre 2016 lors du Rallye de Rome, en Italie. La commercialisation des versions route et rallye sur les marchés a débuté en septembre 2016.
En septembre 2016, l'Abarth 124 Rally a fait ses débuts au Rallye de Rome et trois voitures ont été engagées au Rallye Monte-Carlo 2017.

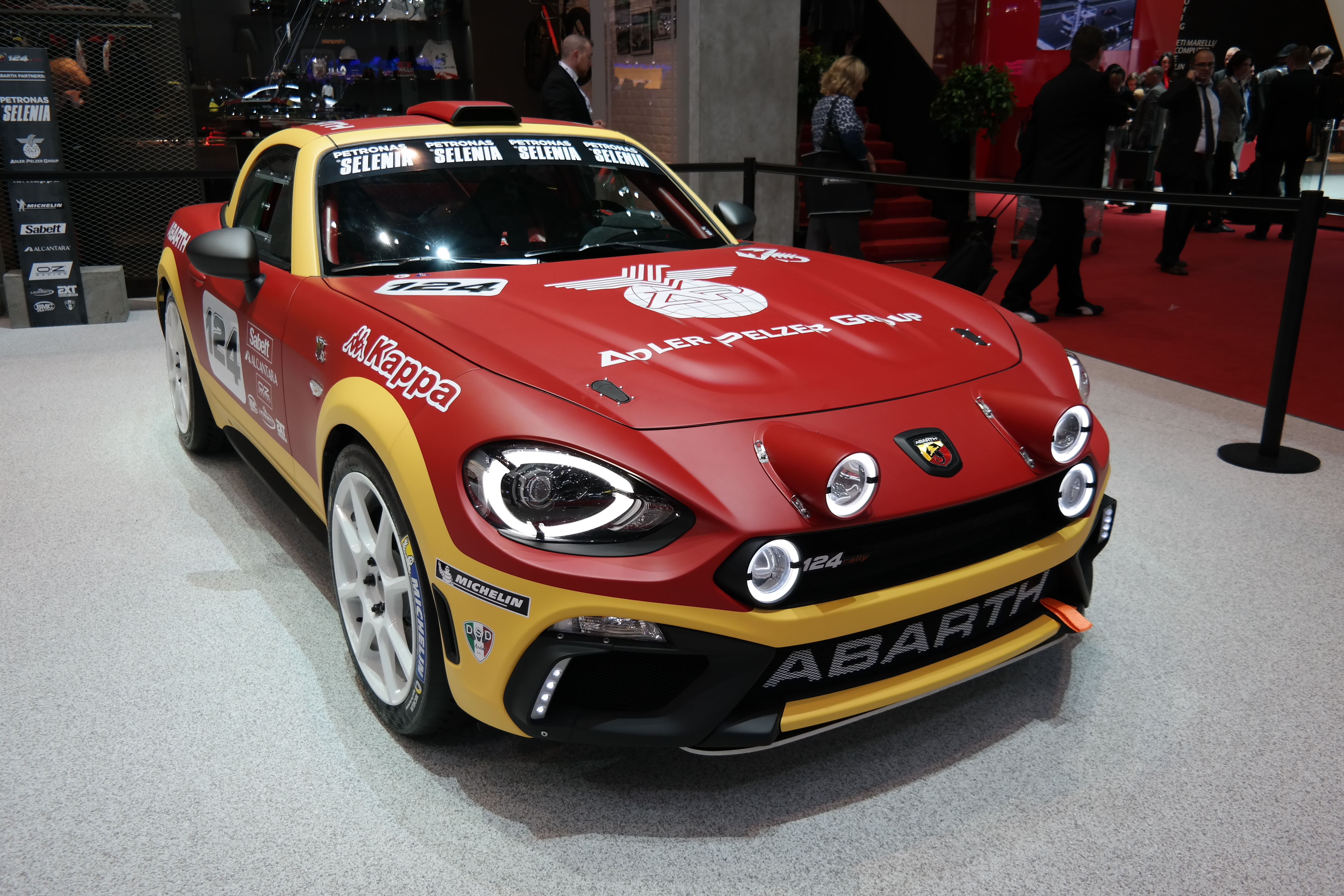
Abarth 124 Rally en avant première à Genève (mars 2016).

## Caractéristiques
La capote en toile a été remplacée par un hard-top en fibre de carbone. Elle est en vente aux écuries et pilotes privés au prix de 140.000 € HT.

### Châssis
La voiture repose sur la base de l'Abarth 124 Spider de série, avec un traitement complémentaire pour rigidifier le châssis et l'alléger. Son poids est de 1 000 kg, soit 60 kilos de moins que la version de base.

### Mécanique
Elle dispose d'un différentiel autobloquant mécanique et d'une boîte de vitesses séquentielle à palettes au volant. Elle est équipée d'un système de freinage Brembo.

### Motorisation
Elle est équipée d'un moteur Fiat-Abarth MultiAir de 1 800 cm³ développant 300 ch à 6 500 tr/min avec un couple couvrant une très large plage d'utilisation. Pour parfaitement équilibrer les masses, il est placé après l'axe des roues avant, et rentre un peu plus dans l'habitacle que dans la version de route.
| Modèle                                         | Construction  | Moteur + Nom                  | Cylindrée         | Performance                    | Couple | 0 à 100 km/h | Vitesse maxi | Consommation + CO2 |
| Abarth 124 Rally (boite manuelle séquentielle) | 06/2016 - ... | 4 cylindres en ligne MultiAir | 1 800 cm3 (1,8 L) | 221 kW (300 ch) à 6 500 tr/min |        |              |              |                    |

## Palmarès
Pour sa première participation à une course en 2017 comptant pour la catégorie FIA R-GT Cup, le Rallye Monte-Carlo 2017, l'Abarth 124 Rally a brillé en se plaçant à la 45e place du général, mais à la seconde de sa catégorie.
| N° | Course                                                      | Podium              | Podium             | Podium             | Podium                | Podium    | Statistiques       | Statistiques | Statistiques | Statistiques   |
| N° | Course                                                      | Classement R-GT Cup | Classement épreuve | Pilote             | Voiture               | Temps     | Epreuves spéciales | Distance     | Nb d'engagés | Nb à l'arrivée |
| -- | ----------------------------------------------------------- | ------------------- | ------------------ | ------------------ | --------------------- | --------- | ------------------ | ------------ | ------------ | -------------- |
| 1  | 85ème Rallye Automobile de Monte-Carlo (18-22 janvier 2017) | 1                   | 26                 | Romain Dumas       | Porsche 997 GT3       | 4:53:55.0 | 15                 | 335,90 km    | 4            | 2              |
| 1  | 85ème Rallye Automobile de Monte-Carlo (18-22 janvier 2017) | 2                   | 45                 | Gabriele Noberasco | Abarth 124 Rally R-GT | 5:20:09.2 | 15                 | 335,90 km    | 4            | 2              |